# Francisco Manyanga
Francisco Manyanga (* 27. März 1931 im Dorf Tchetcha, Charre-Sede, Distrikt Mutarara, Provinz Tete, Portugiesisch-Ostafrika; † 29. Juli 1973 in Daressalam, Tansania) war ein mosambikanischer Widerstandskämpfer und Militär in der mosambikanischen Befreiungsfront (FRELIMO).
Manyanga wurde 1932 im nordmosambikanischen Tete mit dem Namen Caetano Augusto Mendonça geboren. Dort besuchte er bis 1949 die Grundschule Escola Primária Baptista Coelho. 1963 schloss er sich der in Tansania gegründeten mosambikanischen Befreiungsfront (Frente de Libertação de Moçambique) an und änderte im Zuge dessen auch seinen Namen in Francisco Manyanga, um der Verfolgung durch die PIDE zu entgehen. Er wurde zunächst im FRELIMO-Camp Bagamoyo ausgebildet. Mit anderen FRELIMO-Kadetten wurde Manyanga nach Algerien geschickt, um sich dort im Guerilla-Kampf auszubilden. Nach seiner Rückkehr arbeitete er als Ausbilder im Camp von Kongwa. Auch diente er als stellvertretender Leiter des FRELIMO-Ausbildungscamps in Tunduru und in Nachingweia, um dort unter anderem landwirtschaftliche Fertigkeiten zu vermitteln. Später wechselte er in den direkten (bewaffneten) Kampf gegen die portugiesische Kolonialmacht. 1968 leitete er den Guerrillaangriff in Tete, bei der die FRELIMO eine weitere Front gegen die Kolonialmacht eröffnete.
Am 29. Juli 1973 – noch vor der Unabhängigkeit Mosambiks – verstarb Manyanga im Krankenhaus Muimbiri in der tansanischen Hauptstadt Daressalam nach langer Krankheit. In der Geschichtsschreibung der FRELIMO gilt Manyanga bis heute als eine der Nationalhelden. Er ist im nationalen Pantheon im Monumento aos Heróis Moçambicanos an der Praça dos Heróis Moçambicanos in Maputo begraben. 1976 erhielt die bisherige Sekundarschule António Enes in Maputo – eine der größten Schulen des Landes – seinen Namen. Verschiedene Organisationen, u. a. die FRELIMO-Jugend Organização da Juventude Moçambicana, beklagen, dass zahlreiche mosambikanischen Nationalhelden ihrer Meinung nach nicht bekannt genug wären, und veranstalten aus diesem Grund jährliche Gedenkfeiern zu Ehren der gefallenen Heldinnen und Helden.